# Torpeda Mark 47
Projekt amerykańskiej ciężkiej torpedy do zwalczania okrętów podwodnych. Przegrał rywalizację z projektem torpedy Mark 48.